# Leyla Milani
 (avril 2022).
Si vous disposez d'ouvrages ou d'articles de référence ou si vous connaissez des sites web de qualité traitant du thème abordé ici, merci de compléter l'article en donnant les références utiles à sa vérifiabilité et en les liant à la section « Notes et références ».
Pour les articles homonymes, voir Milani.
Leyla Milani (en persan : لیلا میلانی) (ou Leyla Razzari) (Toronto, 2 avril 1982) est une mannequin, actrice, présentatrice de télévision et styliste américano-canadienne d'origine persane.

## Biographie
En tant que catcheuse, elle a fait partie de la Division féminine de la WWE.
Entre 2005 et 2009, elle a participé à la présentation du jeu télévisé À prendre ou à laisser.